# Carlos Emmons
(en) Statistiques sur pro-football-reference
Carlos Antoine Emmons (né le 3 septembre 1973 à Greenwood) est un joueur américain de football américain, évoluant au poste de linebacker.

## Enfance
Emmons étudie à la Greenwood High School où il joue comme defensive back et linebacker.

## Carrière

### Université
Il entre à l'université d'État de l'Arkansas où il intègre l'équipe de football américain des Red Wolves. Pendant quatre saisons, il est titulaire au sein de l'équipe d'Arkansas State. En décembre 1995, il sort diplômé en management. Pour sa dernière année universitaire, il fait soixante-trois tacles dont quatre sacks.

### Professionnel
Carlos Emmons est sélectionné au septième et dernier tour du draft de la NFL de 1996 par les Steelers de Pittsburgh, au 242e choix. Pour ses deux premières saisons en professionnel, Emmons occupe un poste de remplaçant. En 1998, il se voit offrir le rôle de titulaire à un poste de linebacker, place qu'il conserve durant deux saisons. Il intercepte sa première passe face aux Jaguars de Jacksonville, en attrapant une passe de Mark Brunell.
Libéré après la saison 1999, il signe avec les Eagles de Philadelphie en 2000, conservant son poste de linebacker titulaire. En 2003, pour sa dernière avec Philadelphie, il est nommé meilleur joueur défensif des Eagles de l'année. Résilié en 2004, il retrouve une équipe en la personne des Giants de New York. Après trois saisons avec les Giants, il annonce qu'il prend sa retraite après une blessure au dos.

## Palmarès
- Seconde équipe de la Big West Conference 1996
- MVP défensif des Eagles de Philadelphie 2003